# Bengalia spinifemorata
Bengalia spinifemorata este o specie de muște din genul Bengalia, familia Calliphoridae, descrisă de Villeneuve în anul 1913. Conform Catalogue of Life specia Bengalia spinifemorata nu are subspecii cunoscute.